# Got You on My Mind
 (mars 2020).
Albums par Madeleine Peyroux
Dreamland
(1996) Careless Love
(2004)
Albums par William Galison
Waking Up with You
(2000)
Got You on My Mind est un album de jazz de la guitariste et chanteuse franco-américaine Madeleine Peyroux, en collaboration et accompagnée de William Galison, musicien harmoniciste américain.
Il est enregistré en 1999 puis compilé dans un album de William Galison seul en 2003 et publié en août 2004.
Sept de ses onze titres sont une collaboration des deux artistes, le reste est de Galison seul.

## Présentation
L'album est composé d'une grande variété de matériel, allant des standards de jazz tel que The Way You Look Tonight (de Dorothy Fields et Jerome Kern), à des chansons pop comme Jealous Guy de John Lennon.
Il contient, également, deux originaux de William Galison et un de Galison et Madeleine Peyroux.
L'instrumentation est également variée, William Galison jouant lui-même six instruments différents. Certaines de ces chansons sont des enregistrements de démo des chansons de Peyroux publiées plus tard sur Careless Love.

## Liste des titres
| 1.    | Back in Your Own Backyard | Dave Dreyer, Al Jolson, Billy Rose                          | 2:35 |
| 2.    | J'ai deux amours          | Susan Conger, Géo Koger, Vincent Scotto, Vanna, Henri Varna | 3:18 |
| 3.    | Flambee Montalbanese      | Gus Viseur                                                  | 3:04 |
| 4.    | Got You on My Mind        | Howard Biggs, Guy Thomas, Joe Thomas                        | 4:22 |
| 5.    | Jealous Guy               | John Lennon                                                 | 3:43 |
| 6.    | The Way You Look Tonight  | Dorothy Fields, Jerome Kern                                 | 3:05 |
| 7.    | Rag for Madi              | William Galison                                             | 3:19 |
| 8.    | Playin'                   | William Galison, Madeleine Peyroux                          | 4:43 |
| 9.    | Shoulda Known             | William Galison                                             | 5:11 |
| 10.   | Heaven to Me              | Frank Reardon, Ernest Schweikart                            | 4:06 |
| 11.   | Heaven Help Us All        | Glenn Miller, Ron Miller                                    | 4:39 |
| 42:04 |                           |                                                             |      |

### Chroniques
- (en) Celeste Sunderland, « William Galison & Madeleine Peyroux: Got You On My Mind - Music review », sur All About Jazz, 5 octobre 2004 (consulté le 7 mars 2020)
- (en) Andrea Canter, « William Galison & Madeleine Peyroux--"Got You On My Mind" », sur Jazz Police, 21 avril 2005 (version du 8 novembre 2009 sur Internet Archive)
- (en) Nicole Pensiero, « William Gallison & Madeleine Peyroux - Got You on My Mind - Music review », sur PopMatters, 29 juillet 2004 (version du 17 août 2010 sur Internet Archive)
- (en) Tom Hamilton, « William Gallison & Madeleine Peyroux - Got You on My Mind - CD review », sur Blues on Stage, Novembre 2008 (version du 19 avril 2016 sur Internet Archive)